# توتکابن
توتکابُن شهری در شهرستان رودبار در استان گیلان در ایران است.

## جمعیت
براساس سرشماری اولیه سال ۱۳۹۰ جمعیت توتکابن برابر با ۱٬۶۷۸ نفر بوده‌است.
توتکابن مرکز بخش رحمت‌آباد و بلوکات می‌باشد. توتکابن یا توتک بن زمانی مرکز پرورش کرم ابریشم بوده و درخت توت به فراوانی در آنجا کشت می‌شده و نام توتکابن از نام درخت توت گرفته شده‌است.
توتکابن در حدود شانزده کیلومتری شمال شرقی شهر رودبار و حدود دو کیلومتری مشرق رستم‌آباد و در حدود دوازده کیلومتری مغرب کوه دُرفک قرار دارد. این شهر از دو قسمت بالامحله و پایین‌محله تشکیل شده و با پلی که بر روی سفیدرود احداث شده‌است به راه اصلی قزوین - رشت می‌پیوندد. پیش از ساخت پل، راه پیوند توتکابن با جاده اصلی با قایق است

## مردم
مردم توتکابن به گویش رودباری سخن می‌گویند.
«گویش تاتی که در شهرستان رودبار رایج است، در رده‌ی تاتی جنوبی دسته بندی می‌شود. در کتاب‌های زبان‌شناسی، از تاتی رودبار بیشتر به نام تاتی دره‌ی سپیدرود نام می‌برند و آن را زیرمجموعه‌ی زبان گیلکی به‌شمار می‌آورند.»